# Municipio de Jefferson (condado de Union)
El municipio de Jefferson (en inglés: Jefferson Township) es un municipio ubicado en el condado de Union en el estado estadounidense de Dakota del Sur. En el año 2010 tenía una población de 943 habitantes y una densidad poblacional de 9,15 personas por km².

## Geografía
El municipio de Jefferson se encuentra ubicado en las coordenadas 42°34′59″N 96°33′24″O / 42.58306, -96.55667. Según la Oficina del Censo de los Estados Unidos, el municipio tiene una superficie total de 103.02 km², de la cual 100.49 km² corresponden a tierra firme y (2.46%) 2.53 km² es agua.

## Demografía
Según el censo de 2010, había 943 personas residiendo en el municipio de Jefferson. La densidad de población era de 9,15 hab./km². De los 943 habitantes, el municipio de Jefferson estaba compuesto por el 96.92% blancos, el 0.42% eran afroamericanos, el 0.21% eran amerindios, el 0.42% eran asiáticos, el 0.11% eran isleños del Pacífico, el 0.11% eran de otras razas y el 1.8% pertenecían a dos o más razas. Del total de la población el 1.27% eran hispanos o latinos de cualquier raza.